# L'assedio degli Apaches
L'assedio degli Apaches (Apache War Smoke) è un film statunitense del 1952 diretto da Harold F. Kress.
È un film western basato sul racconto Stage Station di Ernest Haycox con protagonisti Gilbert Roland, Glenda Farrell e Robert Horton.

## Produzione
Il film, diretto da Harold F. Kress su una sceneggiatura di Jerry Davis con il soggetto di Ernest Haycox (autore del racconto), fu prodotto da Hayes Goetz per la Metro-Goldwyn-Mayer e girato a Starr Pass, Tucson, Arizona, nell'Iverson Ranch e nei Metro-Goldwyn-Mayer Studios a Culver City in California

## Distribuzione
Il film fu distribuito negli Stati Uniti dal 25 settembre 1952 al cinema dalla Metro-Goldwyn-Mayer.
Alcune delle uscite internazionali sono state:
- in Finlandia il 12 marzo 1954 (Apaashit sotapolulla)
- in Giappone il 1º aprile 1958
- in Italia (L'assedio degli Apaches)

## Remake
L'assedio degli Apaches è il remake di Apache Trail del 1942.